# 高桑一
高桑 一（たかくわ はじめ、1967年12月14日 - ）は、日本の音響監督。東京都出身。

## 経歴
父親であり音響監督であった高桑慎一郎の影響で音響に興味を持ち、彼に師事する。洋画吹き替えの分野に進んだ後、1990年代前半よりケイエスエスが販売及び音響制作を担当するOVAや洋画の音響演出を担当し、2000年に『幻想魔伝 最遊記』でテレビアニメの音響監督を初めて担当。ケイエスエス解散直前となる2004年1月より活動の場を神南スタジオに移し、『こちら葛飾区亀有公園前派出所』の二代目音響監督に就任した。また、『最遊記シリーズ』もケイエスエスから神南スタジオに音響制作が移管され、音響監督を引き続き担当した。2004年からHALF H・P STUDIOが音響制作を担当しているテレビアニメ『メジャー』の音響監督を担当し、2007年の3rdシーズンまで勤め上げた。4thシーズン以降はかつて在籍していたケイエスエス時代の上司でもあった飯塚康一に音響監督が引き継がれ降板した。それ以降も吹き替え演出と同時に多数のテレビアニメ作品でも音響演出を手がけている。

## 参加作品
※特記のない限り全て音響監督としての参加

### テレビアニメ
2000年
- 幻想魔伝 最遊記

2001年
- 旋風の用心棒（録音監督）

2002年
- 東京アンダーグラウンド

2003年
- 最遊記RELOAD

2004年
- こちら葛飾区亀有公園前派出所（音響演出）※藤山房伸より交代
- A15シリーズ（変身3部作）
  - 超変身コス∞プレイヤー
  - ヒットをねらえ!
  - LOVE♥LOVE?
- 最遊記RELOAD GUNLOCK
- メジャー 1st season

2005年
- おくさまは女子高生
- 銀牙伝説WEED
- ブランディ アンド Mr.ウィスカーズ（日本語版演出）
- メジャー 2nd season

2006年
- Gift 〜ギフト〜 eternal rainbow
- Strawberry Panic
- TOKKO 特公
- MUSASHI -GUN道-
- 落語天女おゆい

2007年
- 怪物王女
- BLUE DRAGON
- メジャー 3rd season

2008年
- 狼と香辛料
- 仮面のメイドガイ
- テレパシー少女 蘭[3]
- BLUE DRAGON 天界の七竜

2009年
- 狼と香辛料II
- 07-GHOST
- NEEDLESS
- 花咲ける青少年

2011年
- レベルE

2012年
- キングダム
- GON -ゴン-（演出・脚色（日本語版音響監督））
- だから僕は、Hができない。

2013年
- ダイヤのA
- 熱風海陸ブシロード
- 魔界王子 devils and realist

2014年
- ベイビーステップ

2016年
- こちら葛飾区亀有公園前派出所 THE FINAL 両津勘吉 最後の日
- 双星の陰陽師

2017年
- 銀の墓守り
- 潔癖男子!青山くん
- 最遊記RELOAD BLAST
- ブラッククローバー

2018年
- 銀の墓守りII

2019年
- この音とまれ!

2020年
- 彼女、お借りします

2021年
- 五等分の花嫁∬
- 怪病医ラムネ

2022年
- 殺し愛
- 最遊記RELOAD -ZEROIN-
- BIRDIE WING -Golf Girls' Story-[4]
- 彼女、お借りします 第2期

2023年
- THE MARGINAL SERVICE
- 夢見る男子は現実主義者[5]
- 彼女、お借りします 第3期
- 私の推しは悪役令嬢。[6]

2024年
- 五等分の花嫁＊[7]

2025年
- ちょっとだけ愛が重いダークエルフが異世界から追いかけてきた
- 彼女、お借りします 第4期[8]

### OVA
1994年
- THE レイプマン

1996年
- 野々村病院の人々

1997年
- 竜機伝承

1999年
- 倒凶十将伝（録音演出）

2000年
- スターライトスクランブル 恋愛候補生

2001年
- うさぎちゃんでCue!!
- 倒凶十将伝 封魔五行伝承（録音演出）

2006年
- _summer

2007年
- MURDER PRINCESS
- 最遊記RELOAD -burial-

2011年
- 最遊記外伝

2012年
- ギョ

2014年
- 十三支演義 〜偃月三国伝〜 外伝 幽州幻夜

### 劇場アニメ
2001年
- 劇場版 幻想魔伝 最遊記 Requiem 選ばれざる者への鎮魂歌

2022年
- 映画 五等分の花嫁

### Webアニメ
2012年
- こいけん! 〜私たちアニメになっちゃった!〜

2017年
- 銃娘:ガンガール

### 吹き替え
1993年
- フューチャー・ショック

1996年
- モータル・コンバット

1997年
- 小さな贈りもの

1998年
- キングピン/ストライクへの道
- 死にたいほどの夜
- ピースキーパー

1999年
- トゥルー・ファミリー／わが子を抱きしめて

2001年
- 詩人の恋/妻と愛人
- アーミクロン
- 恋のからさわぎ

2002年
- 金色の嘘
- ターザン
- チェブラーシカ（クロックワークス版）
- 燃ゆる月
- シックス・パック
- シビラの悪戯
- スノー・ドッグ
- 銀杏（いちょう）のベッド

2003年
- ターザン&ジェーン
- 宝島（DVD版）

2004年
- バーティカル・ターゲット　大統領狙撃計画
- 愛と、死を見つめて
- イースト/ウェスト 遙かなる祖国

2005年
- ターザン2

2006年
- ヴェノム 毒蛇男の恐怖

2009年
- スノー・バディーズ/小さな5匹の大冒険

2016年
- 傭兵のハカ
- ゴースト・パトロール
- その女諜報員 アレックス

2025年
- ボーダーランズ

### ゲーム
2000年
- 建設重機喧嘩バトル ぶちギレ金剛!!（アニメーションムービーパート音響演出）

## 著書
- 『現場で求められる声優〜「ダイヤのA」「キングダム」「最遊記」の音響監督高桑一が語る〜』（2016年、くびら出版）ISBN 978-4-86113-328-2